# Nová Ves (Bohušov)

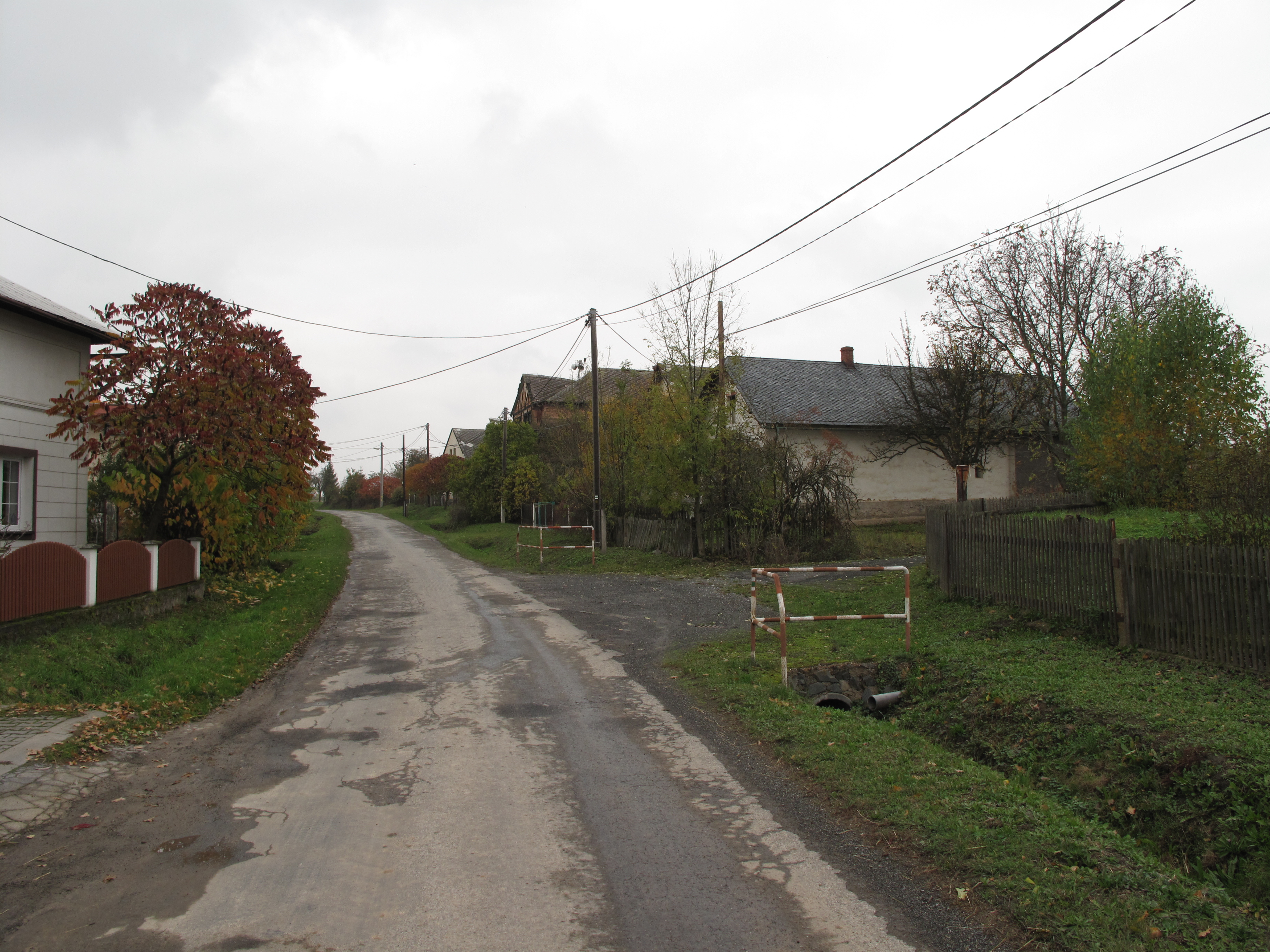
Dorfstraße in Nová Ves

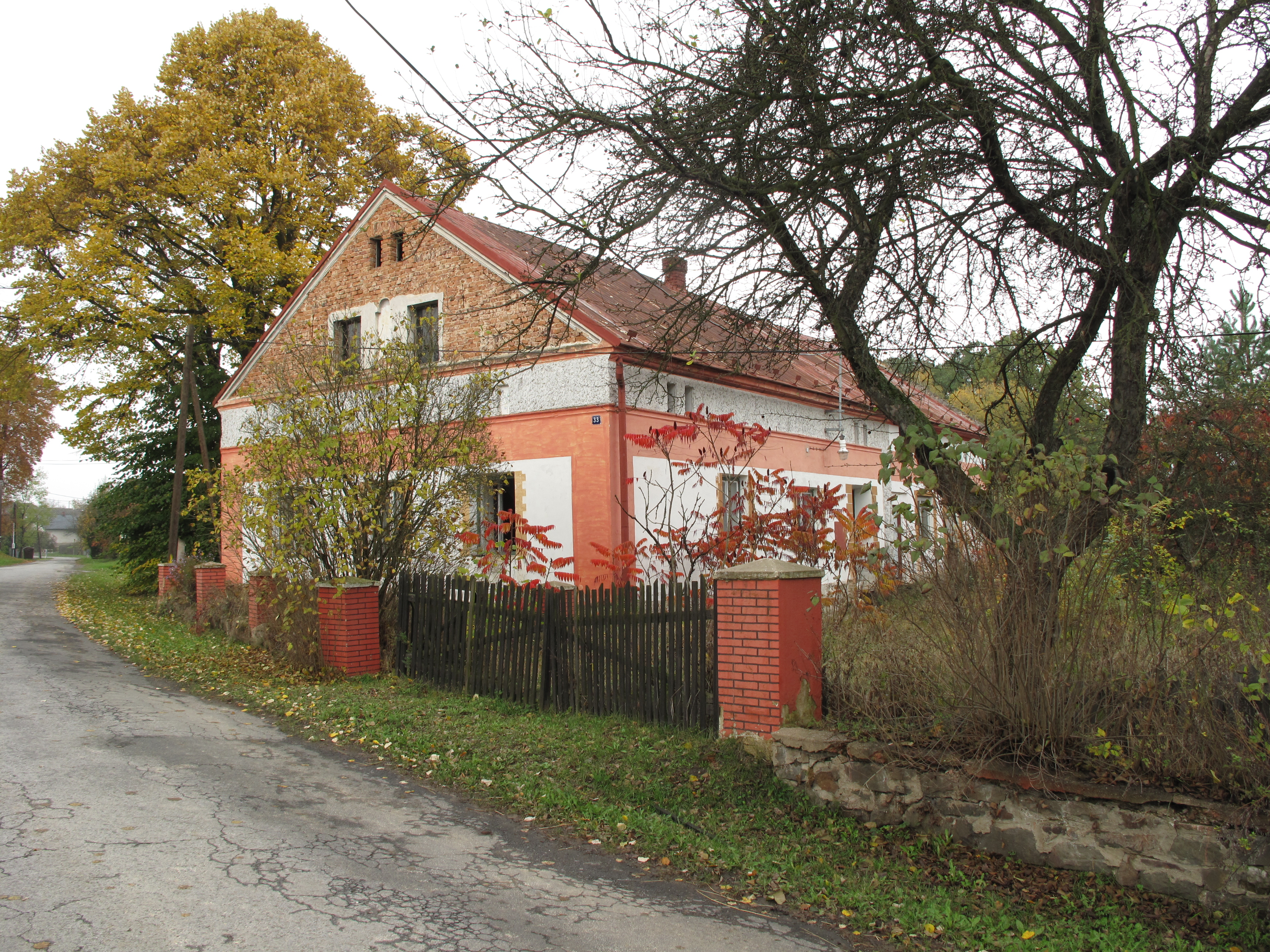
Haus Nr. 33

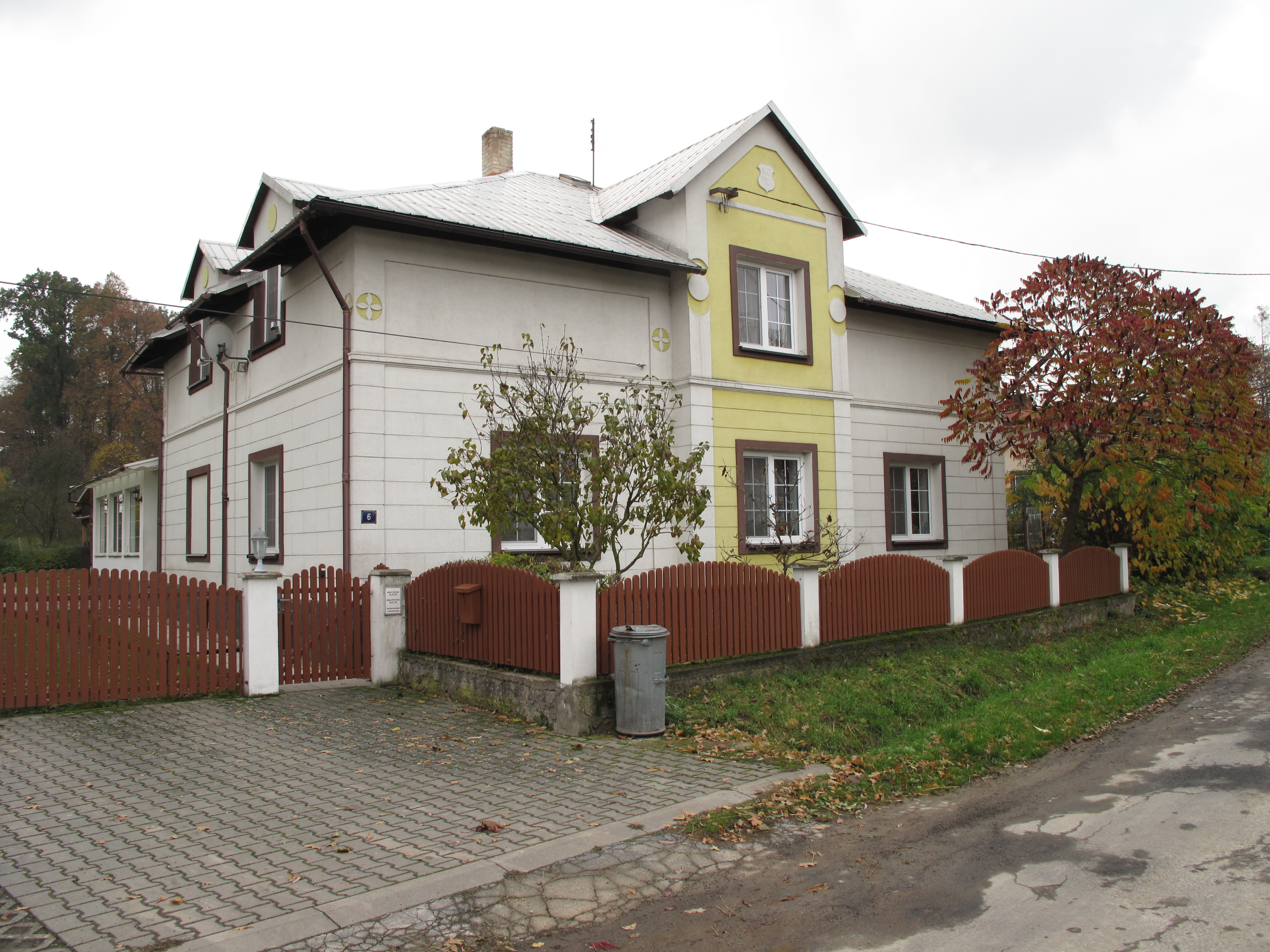
Haus Nr. 6

Nová Ves (deutsch Neudörfel, 1938–1945 Neudörfel II) ist eine Grundsiedlungseinheit der Gemeinde Bohušov (Füllstein) in Tschechien. Sie liegt vier Kilometer südwestlich von Osoblaha (Hotzenplotz) und gehört zum Okres Bruntál. 

## Geographie
Der als Gassendorf angelegte Ort befindet sich rechtsseitig des Baches Karlovský potok am Rande der Zlatohorská vrchovina (Zuckmanteler Bergland) in der Jindřichovská pahorkatina (Hennersdorfer Hügelland). Nordöstlich erhebt sich die Červenice (Rotkogel, 286 m. n.m.), im Süden der V Pekle (318 m. n.m.), südwestlich der Peklo (320 m. n.m.), im Westen der Dubovec (Eichberg, 336 m. n.m.) sowie nordwestlich der Na kopci (308 m. n.m.). Nördlich verläuft die Staatsstraße II/457 zwischen Osoblaha und Zlaté Hory (Zuckmantel), dahinter erstreckt sich der Osoblažský les (Polenwald).
Nachbarorte sind Hlinka (Glemkau), Rylovka (Rüllenhäuser) und Nové Vrbno (Würbenhof) im Norden, Tošovice (Taschenberg), Osoblaha, Pomorzowiczki (Alt Wiendorf) und Stara Wieś (Neu Wiendorf) im Nordosten, Sławoszów (Amaliengrund) im Osten, Bohušov und Karlov (Karlsdorf) im Südosten, Dolní Povelice (Nieder Paulowitz) und Grundek (Grundeck) im Süden, Horní Povelice (Ober Paulowitz) und Liptaň (Liebenthal) im Südwesten, Dívčí Hrad (Maidelberg) und Sádek (Zottig) im Westen sowie Bartultovice (Bartelsdorf) und Trzebina (Wachtel-Kunzendorf) im Nordwesten. 

## Geschichte
Der Ort wurde 1539 durch die Besitzer des bischöflichen Lehngutes Paulowitz, die Familie Sedlnitzky von Choltitz angelegt und erhielt den Namen Nová Véska. Der heutige Name Nová Ves ist erstmals 1542 nachweislich, er wurde aber bereits ab 1555 wieder von Nová Véska verdrängt. Die deutsche Namensform Neudörfel war ab 1597 gebräuchlich, daneben auch zwischen 1676 und 1798 die volkstümliche Bezeichnung Dörfle. Bei der Teilung des Gutes Paulowitz wurde Neudörfel im Jahre 1704 dem Johann Karl von Tharoulle gehörigen Gut Unter Paulowitz zugeordnet. 1718 erwarb der Besitzer des Gutes Roßwald, Carl Joseph von Hoditz und Wolframitz das verschuldete Gut Unter Paulowitz. Nach 1767 vereinigte dessen Sohn Albert Joseph von Hoditz das Lehngut Unter Paulowitz mit weiteren Familiengütern zur Herrschaft Roßwald. Nach dem Konkurs und Tod des Gutsbesitzers Albert Joseph von Hoditz wurde die 1778 an das Bistum Olmütz heimgefallene und überschuldete mährische Lehnsherrschaft Roßwald unter kaiserliche Verwaltung gestellt. Ab 1780 amtierte der neu ernannte Oberdirektor der mährisch-schlesischen Staatsgüter, Hofrat Anton Kaschnitz zu Weinberg, als Zwangsverwalter der Herrschaft Roßwald. Er ließ im Zuge der Raabisation das Neudörfler Vorwerk aufheben und auf dessen parzellierten Fluren 1785 die Kolonie Karlsdorf anlegen. Aus den Verkaufserlösen von der Gründung von sieben Kolonien konnte Kaschnitz die Herrschaft Roßwald sanieren und 1790 wieder an Erzbischof Anton Theodor von Colloredo übergeben, der sie 1791 an Carl Czeike von Badenfeld verkaufte. 
Im Jahre 1835 bestand Neudörfl aus 21 Häusern mit 164 deutschsprachigen und katholischen Einwohnern, die vom Ackerbau lebten. Pfarr- und Schulort war Füllstein. Die Nutzfläche umfasste 220 Joch Ackerland. Das Dorf war Teil der großen mährischen Enklave Hotzenplotz. Bis zur Mitte des 19. Jahrhunderts gehörte Neudörfel zur Lehnsherrschaft Roßwald.
Nach der Aufhebung der Patrimonialherrschaften bildete Neudörfel / Nová Véska ab 1849 einen Ortsteil der Gemeinde Nieder Paulowitz im Gerichtsbezirk Hotzenplotz. Ab 1869 gehörte Neudörfel zum Bezirk Jägerndorf. Zu dieser Zeit hatte das Dorf 185 Einwohner und bestand aus 23 Häusern. Im Jahre 1871 löste sich Neudörfel von Nieder Paulowitz los und bildete eine eigene Gemeinde. Der tschechische Ortsname wurde zum Ende des 19. Jahrhunderts in Nová Ves geändert. Im Jahre 1900 lebten in Neudörfel 162 Personen, 1910 waren es 171. Nach dem Ende des Ersten Weltkrieges 1918 wurde Neudörfel Teil der neugegründeten Tschechoslowakei. Beim Zensus von 1921 lebten in den 37 Häusern der Gemeinde 181 Deutsche. 
Im Jahre 1930 bestand Neudörfel aus 37 Häusern und hatte 170 Einwohner. Nach dem Münchner Abkommen wurde die Gemeinde im Herbst 1938 dem Deutschen Reich zugesprochen und gehörte bis 1945 zum Landkreis Jägerndorf. Der Gemeindename wurde zur Unterscheidung von einer gleichnamigen Gemeinde in Neudörfel II geändert. 1939 lebten in der Gemeinde 163 Personen. Nach dem Ende des Zweiten Weltkrieges wurde Nová Ves 1945 wieder Teil der Tschechoslowakei. Die deutschsprachige Bevölkerung wurde 1946 fast vollständig vertrieben. 1949 wurde Nová Ves nach Karlov eingemeindet. Im Jahre 1950 lebten in den 30 Häusern von Nová Ves nur noch 86 Personen. 1960 erfolgte die Eingemeindung nach Bohušov. Im Jahre 1961 wurde Nová Ves in den Okres Bruntál umgegliedert. Der Ortsteil Nová Ves wurde zum 22. Oktober 1970 aufgehoben. 1991 bestand Nová Ves aus zwölf Wohnhäusern und hatte 33 Einwohner. Beim Zensus von 2011 lebten in den 21 Häusern von Nová Ves 20 Personen.

## Ortsgliederung
Die Grundsiedlungseinheit Nová Ves gehört zum Ortsteil Karlov. Sie bildet den Katastralbezirk Nová Ves u Bohušova.

## Sehenswürdigkeiten
- Drei Wegkreuze